# 盧廣偉

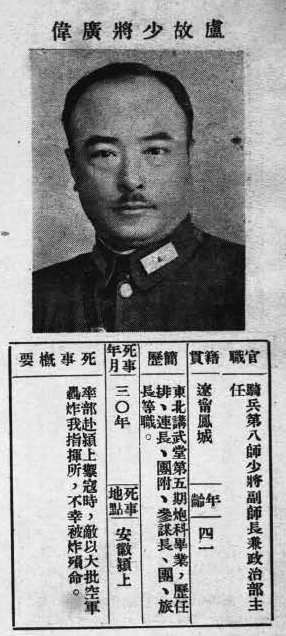
《抗戰軍人忠烈錄》（第一輯）中的盧廣偉烈士遺像

盧廣偉（？—1944年），字济吾，中華民國軍人，官至少將。他為中日戰爭期間陣亡的中國軍方高級將領之一。

## 生平
盧廣偉為中華民國國民革命軍高級將領，中日戰爭期間，隸屬騎兵8師，是為該師之少將副師長，1944年5月5日，他於一場大型戰役中，陣亡於安徽潁上。